# Expediciones al Norte de Jiang Wei
Las expediciones al Norte de Jiang Wei se refieren a una serie de once campañas militates lanzadas por el estado de Shu contra su estado rival, Wei, entre el 240 y 262 durante el período de los Tres Reinos en China. Las campañas fueron lideradas por Jiang Wei, un prominente general de Shu. Cada campaña fue de última abortada debido a provisiones inadecuadas, grandes pérdidas en la batalla, u otras razones. Las campañas drenaron los ya limitados recursos de Shu y precedieron la eventual caída de Shu en el 263.
En la cultura popular y la novela histórica del siglo XIV Romance en los Tres Reinos, las campañas fueron erróneamente referidas cómo las "nueve campañas en las Planicies Centrales" (九伐中原). Esta descripción es inexacta debido a que realmente fueron once campañas en lugar de nueve, y las batallas fueron luchadas en lugares muy alejados de las Planicies Centrales

## Preludio
En el 227, China estaba dividida en tres regímenes competientes – Wei, Shu y Wu – cada uno con el propósito de reunificar los territorios de la ya caída Dinastía Han bajo su propio control. Entre el 228 y 234, Zhuge Liang, el canciller-regente de Shu, había liderado una serie de cinco campañas para atacar Wei, pero cada campaña probó ser inexitosa al final y el resultado en general, acabaron resultando en un estancamiento. Zhuge Liang murió de una enfermedad durante la quinta campaña en el 234. Después de la muerte de Zhuge Liang, Jiang Wan y Fei Yi, quién consecutivamente lo sucedió como regente de Shu, descontinuó su agresiva política exterior hacia Wei y se enfocó más en políticas domésticas y el desarrollo interno. Hubo un periodo de seis años de relativa paz entre Shu y Wei hasta el 240, cuando el general de Shu, Jiang Wei decidió seguir el legado Zhuge Liang y continuar lanzando ataques en Wei.

## Primera Expedición (240)
En el 240, Jiang Wei lideró las fuerzas de Shu a atacar Wei en la Comandería Longxi (隴西郡; cerca de Dingxi, Gansu). En respuesta, el general de Wei Guo Huai lideró sus fuerzas a atacar al enemigo y llevarlo hacia el territorio controlado por las tribus de Qiang. Jiang Wei retiró sus tropas y regresó a Shu. Mientras tanto, Guo Huai atacó las tribus de Qiang lideradas por Midang (迷當) y las derrotó. Recibiendo así la rendición de casi 3,000 clanes tribales Di, quién los relocó en la región de Guanzhong en Shaanxi).

## Segunda Expedición (247)
En el 247, las tribus Qiang, lideradas por Ehe (餓何), Shaoge (燒戈), Fatong (伐同), Ezhesai (蛾遮塞) y otros, comenzaron una rebelión contra Wei en cuatro comanderías: Longxi (隴西; cerca de Dingxi, Gansu), Nan'an (南安; cerca del Condado Wushan, Gansu), Jincheng (金城; cerca Lanzhou, Gansu) y Xiping (西平; cerca Xining, Qinghai). Ellos atacaron varias ciudaded y aldeas en el área, y pidieron a Shu que los apoye.
Baihuwen (白虎文) y Zhiwudai (治無戴), dos influyentes reyes tribales en la Provincia de Liang, respondieron rebelandose contra Wei. Cuando Jiang Wei lideró a las fuerzas de Shu en Liang Province a apoyar los rebeldes de Qiang, Baihuwen y Zhiwudai se sometieron a ellos.
La corte imperial de Wei ordenó a Xiahou Ba liderar tropas a guarnecerse en el un flanco. Cuando Guo Huai y sus fuerzas se presentaron en Didao (狄道; cerca del Condado Lintao, Gansu), sus consejeros sugirieron que deberían atacar el Condado de Fuhan (枹罕縣; en el Condado de Linxia, Gansu) y pacificar las tribus de Qiang primero antes de lidiar con las fuerzas invasoras de Shu. Guo Huai predijo que Jiang Wei atacaría la posición de Xiahou Ba, entonces él se dirijo al sur a reforzar a Xiahou Ba. Como predijo, Jiang Wei atacó a Xiahou Ba en el oeste del Río Tao, pero se retiró cuando Guo Huai y sus refuerzos llegaron. Guo Huai entonces se dirigió a atacar a los rebeldes de Qiang, matando a Ehe y Shaoge, y forzando a miles de clanes tribales de Qiang a rendirse.

## Tercera expedición (248)
En el 248, Ezhesai (蛾遮塞) y los rebeldes de Qiang  ocuparon la fortaleza en Heguan (河關; en la vecindad de Dingxi, Gansu) y Baitu (白土; actualmente Condado Minhe, Qinghai) y las usaron como defensa contra las fuerzas de Wei sl otro lado del Río Tao. Guo Huai pretendiendo que iba a atacar por río arriba, pero secretamente ordenó a sus tropss cruzar por río abajo para atacar Baitu. El asalto tuvo éxito y los rebeldes fueron derrotados. Zhiwudai (治無戴) lideró sus fuerzas tribalss a atacar la Comandería Wuwei pero dejó a su familia en la Comandería Xihai (西海郡; cerca del Juyan Lago Basin, Inner Mongolia). Cuando Guo Huai supo de esto, llevó a sus tropas a atacar la Comandería Xihai, pero encontró a Zhiwudai y sus fuerzas, que iban de regreso a la Comandería Wuwe. Ambos ejércitos chocaron en el norte del Condado Longyi (龍夷縣), con las fuerzas de Wei emergiendo victoriosas y Zhiwudai y sus fuerzas retirabdose.
Jiang Wei lideró a las fuerzas de Shu desde Shiying (石營; noroeste del Condado Xihe, Gansu) hacia Qiangchuan (彊川) para reunirse con Zhiwudai y sus tropas en retirada. Dejando a Liao Hua detrás en la Montaña Chengzhong (成重山) para construir una fortaleza y reunir las restantes fuerzas de Qiang y mantenerlos como rehenes en la fortaleza. Cuando Guo Huai se enteró de los avances de Jiang Wei, quiso dividir sus fuerzas en dos grupos para atacar al enemigo. Sus oficiales, sin embargo, tenían una diferente opinión. Esperaban que Jiang Wei se dirigiese al oeste a reunirse con Zhiwudai y combinar sus fuerzas, mientras Liao Hua se mantendría detráss a defender la posición de Shu en la Montaña Chengzhong. Si dividían su ejército en dos, su poder de ataque sería grandemente reducido, y podrían terminar en una situación en la que no pudieran ni resistir a Jiang Wei ni capturar la posición de Liao Hua. Recomendaron a Guo Huai de concentrarse en avanzar al oeste para atacar a Jiang Wei y a Zhiwudai por separado antes que pudiesen encontrarse.
Guo Huai mantuvo su plan inicial y dijo, "Si atacamos a Liao Hua, podemos atrapar al enemigo con la guardia baja. Jiang Wei entonces definitivamente se dará la vuelta e irá a salvar a Liao Hua. Para cuando regrese, ya habríamos derrotado a Liao Hua. Haciendo esto, podemos poner a Jiang Wei y sus hombres temerosos de seguir avanzando y retrocedermen. Si Jiang Wei no se encuentra con los bárbaros, los bárbaros se retirarán por su propia cuenta. Este es el mejor acercamiento." Entonces instruyó a Xiahou Ba de liderar un destacamento para perseguir a Jiang Wei hacia Tazhong (沓中; noroeste del Condado Zhugqu, Gansu), mientras él lideraría otro grupo a atacar a Liao Hua. Como Guo Huai predijo, Jiang Wei se dio la vuelta y fue a salvar a Liao Hua y falló en encontrarse con Zhiwudai.

## Cuarta expedición (249)
En la primavera del 249, el regente de Wei Cao Shuang fue deposado y ejecutado en un golpe de Estado lanzado por su co-regente Sima Yi, quien mantuvo completo control del gobierno de Wei. Xiahou Ba era entonces subordinado de Xiahou Xuan, quien tenía una posición como General Que Ataca El Oeste (征西將軍). Xiahou Xuan era un relativo de ambos Xiahou Ba y Cao Shuang. Después de la muerte de Cao Shuang, Sima Yi llamó a Xiahou Xuan de regreso a la capital, Luoyang, y lo reemplazó con Guo Huai. Guo Huai entonces se volvió el nuevo oficial a cargo de Xiahou Ba. Xiahou Ba no había estado en buenos térninos con Guo Huai, así que temió que terminaría cómo Cao Shuang, por lo tanto huyó y desertó a Shu.
En el otoño, Jiang Wei lideró las fuerzas de Shu a atacar la provincia controlada por Wei Provincia de Yong, había dos fortalezas construidas en Qushan (麴山; sudeste del Condado Min, Gansu), y ordenó a sus oficiales Ju An (句安) y Li Xin (李歆) protegerlas. También contactó a las tribus de Qiang y pidió ayuda a atacar las comanderías en la Provincia de Yong. Guo Huai discutió con Chen Tai, el Inspector de la Provincia de Yong , en cómo lidiar con la invasión de Shu. Chen Tai dijo, "Las fortalezas en Qushan pueden estar bien defendidas, pero los caminos llevando a Shu son difíciles de atravesar, así que requerirán una gran cantidad de provisiones. Las tribus de Qiang están preocupas de esta debilidad del ejército de Shu, así que puede que no los vayan a ayudar.Si rodeamos la fortaleza y los atacamos, fácilmente podremos capturarlos. Incluso si los refuerzos de Shu llegan, el peligroso terreno montañoso hará que se agoten."
Guo Huai entonces ordenó a Chen Tai liderar tropas a atacar la unidad de Shu liderada por Xu Zhi, y Deng Ai para liderar otra fuerza a atacar la fortaleza en Qushan y cortar sus líneas de provisiones de comida y agua. Ju An y Li Xin lideraron a sus hombres a incitar a Deng Ai a atacarlos, pero Deng Ai los ignoró. Mientras el tiempo pasaba, las fortalezas se quedaron sin provisiones. Jiang Wei llevó a sus tropas desde Monte Niutou (牛頭山; al oeste del Distrito Zhaohua, Guangyuan, Sichuan) a reforzar la fortaleza, encontrando a Chen Tai y sus tropas en el camino. Chen Tai dijo, "El Arte de la Guerra dice que la mejor forma de ganar una batalla es sin luchar.Si conseguimos ocupar el Monte Niutou, la ruta de regreso de Jiang Wei estará sellada y puede ser fácilmente capturado por nosotros".Entonces ordenó a sus tropas construir fuertes para evitar que Jiang Wei y sus fuerzas enfrenten al enemigo. Al mismo tiempo, también pidió ayuda a Guo Huai en su ataque a Monte Niutou. Guo Huai así lo hizo llevando a sus tropas a través del Río Tao en preparación de atacar Monte Niutou.
Luego de que Jiang Wei se retirase, Ju An y Li Xin quedaron aislados en la fortaleza en Qushan, no teniendo otra opción, se rindieron. Guo Huai entonces lideró a sus tropas al oeste a atacar a las inagotables tribus Qiang y forzarlas a rendirse. Deng Ai le advirtió, "El enemigo no se retiró lejos. Puede que regresen a atacarnos den uevo, así que deberíamos dividir nuestras fuerzas en caso de que ataquen de nuevo."
Deng Ai se guarneció en el norte de Baishui (白水; cerca del Condado Baishui, Weinan, Shaanxi). Tres días después, Jiang Wei envió a Liao Hua a liderar unas fuerzas a acercarse al campamento de Deng Ai por el sur de Baishui. Deng Ai dijo a sus oficiales, "Jiang Wei ha regresado a atacarnos. Sólo tenemos algunas tropas. Idealmente, deberíamos cruzar el río y no construir un puente. Creo que Jiang Wei debe haber enviado a Liao Hua a obstruirnos de esa forma estaríamos forzados a permanecer aquí, mientras él atacaría Taocheng (洮城) desde el este." Taocheng estaba localizado al norte del río y estaba a 60 li lejos de la posición de Deng Ai. Deng Ai immediatamente despachó tropas a viajar durante la noche hacia Taocheng a defender la fortaleza. Como esperaba, Jiang Wei cruzó el río para atacar Taocheng, pero falló en capturar la fortaleza porque Deng Ai ya había fortalecido las defensas. Enfrentado con ninguna otra opción viable, Jiang Wei retiró sus fuerzas de regreso a Shu.

## Quinta Expedición (250)
En el 250, Jiang Wei lideró las fuerzas de Shu a atacar la Comandería de Xiping  (西平郡; cerca de Xining, Qinghai). Se retiró luego de fallar en capturar la comandería.

## Sexta Expedición (253)
En el verano del 253, el estado aliado de Shu, Wu, lanzó un ataque en los bordes orientales de Wei, llevando a la Batalla de Hefei.
Jiang Wei se enorgullecía de su familiaridad con las culturas y costumbres de las tribus Qiang, Di, y otras minorías étnicas que vivían en el noroeste de China. Como tal, a menudo sugirió al gobierno de Shu de usar bienes materiales para inducir a esta gente tribal a aliarse con Shu y hacer un ataque coordinado en los territorios controlados por Wei en la región. Sin embargo, Fei Yi, el de facto líder en el gobierno de Shu, firmemente discrepó de la visión de Jiang Wei y bloqueó sus intentos de llevar a cabo su plan. Él argumentó que deberían dejar de atacar a Wei y enfocarde en políticas promoviendo la estabilidad interna y prosperidad.
En la primavera de ese año, Fei Yi fue asesinado por Guo Xiu (郭脩), un antiguo oficial de Wei que se había rendido a Shu. Siguiendo la muerte de Fei Yi, Jiang Wei pudo hacer lo que quería. Luego de escuchar del ataque de Wu a Wei en el este en el verano del 253, Jiang Wei lideró decenss de miles de tropas de Shu desdevShiying (石營; noroeste de Xihe County, Gansu) a asediar Didao (狄道; cerca del Condado de Lintao, Gansu).
El regente de Wei Sima Shi llamó a Yu Song (虞松) para buscar su opinión en cómo lidiar con las incursiones de Wu y Shu en el este y oeste respectivamente. Yu Song analizó la situación y dijo que las defensas en Hefei eran suficiente fuertes como para resistir los ataques de Wu algún tiempo y que las fuerzas de Wu eventualmente se retirarían una vez perdido su ímpetu. Sugirió lanzar un rápido contraataque a los invasores de Shu para atraparlos con la guardia baja y repelerlos. Sima Shi estuvo de acuerdo y ordenó a Guo Huai y Chen Tai liderar las fuerzas de Wei estacionadas en la región de Guanzhong para atacar a Jiang Wei y levantar el asedio en Didao. Chen Tai atacó al enemigo en Luomen (洛門; en el Condado Wushan, Gansu). Jiang Wei eventualmente retiró sus tropas cuando se quedaron sin provisiones de comida.

## Séptima expedición (254)
En el verano del 254, Jiang Wei lideró a las fuerzas de Shu forces a atacar la Comandería de Longxi (隴西郡; cerca de Dingxi, Gansu) de nuevo. Li Jian (李簡), el oficial de Wei a cargo de Didao (狄道; cerca del Condado Lintao, Gansu), se rindió a Jiang Wei. Jiang Wei entonces presionó su ataque en el Condado de Xiangwu (襄武縣; sudeste del Condado de Longxi, Gansu) y enfrentó al general de Wei Xu Zhi en batalla. Xu Zhi fue derrotado y asesinado, pero el ejército de Shu también perdió al general, Zhang Ni. Las victoriosas fuerzas de Shu entonces ocuparon tres condados – Didao, Heguan (河關; en la vecindad de Dingxi, Gansu) y el Lintao – y forzaron a los residentes a relocalizarse al territorio controlado por Shu.

## Octava Expedición (255)
En el 255, cuando Jiang Wei anunció su plan a la corte imperial de Shu de lanzar otra campaña contra Wei, el general Zhang Yi abiertamente objetó a la idea de Jiang Wei y dijo, "Dado que nuestro estado es pequeño y nuestra población está teniendo dificultades, no es momento para nosotros de ir a la guerra." Jiang Wei lo ignoró y lideró al ejército de Shu comprendiendo decenas de miles de tropas, con Zhang Yi y Xiahou Ba como sus lugartenientes, para atacar Wei. En el octavo mes lunar, el ejército de Shu alcanzó el Condado de Fuhan (枹罕縣; noreste del Condado Linxia, Gansu) y se preparó a atacar Didao (狄道; actualmente en el Condado Lintao, Gansu).
Miebtras tanto, Wang Jing, el Inspector de la  Provincia de Yong, reportó sobre la invasión de Shu al general Chen Tai. Después de que Guo Huai muriese en el 255, Chen Tai lo había sucedido como  "General que ataca el Oeste" (征西將軍) y estaba a cargo de los asuntos militares en las provincias Yong y Liang. Wang Jing reportó a Chen Tai que las fuerzas de Shu se habían dividido en tres grupos separados para atacar Monte Qi (祁山; las regiones montañosas del Condado Li, Gansu), Shiying (石營; noroeste de Xihe County, Gansu) y la Comandería Jincheng (金城郡; cerca del Condado Yuzhong, Gansu). Y pidió permiso a Chen Tai para atacar al enemigo en el Condado Fuhan y Monte Qi. Chen Tai analizó la situación y concluyó que el poder del ejército de Shu reducido si se dividían en tres grupos para atacar la provincia de Liang, así que le dijo a Wang Jing que espere y observe cuidadosamente los movimientos enemigos primero, y luego lanzarían un ataque de pinzas sobre el enemigo por este y oeste.
Cuando Chen Tai y sus refuerzos llegaron a Chencang (陳倉; este de Baoji, Shaanxi), Wang Jing había sido derrotado por Jiang Wei en el Paso Gu  (故關) y retirado a través del Río Tao. Chen Tai estaba preocupado que Wang Jing pueda ser incapaz de defender Didao, así que envió tropas a reforzar Didao. Wang Jing colisionó con Jiang Wei en la banca oeste del Río Tao y fue derrotado. Quedando con sólo 10,000 hombres, Wang Jing se retiró a Didao mientras el resto de sus fuerzas huyeron o murieron. Jiang Wei tomó ventaja del momentum para avanzar y asediar Didao. Zhang Yi le dijo a Jiang Wei, "Es hora de parar. No deberíamos avanzar más, o nos arriesgamos a perder todo lo que hemos ganado. Avanzar más es el equivalente a agregarle piernas a una serpiente."
Mientras tanto, Chen Tai, que estaba en Shanggui (上邽; en Tianshui, Gansu), dividió sus fuerzss y les ordenó avanzar dís y noche para rápidamente capturar y defender locaciones estratégicas en el área. La corte imperial de Wei asignó a Deng Ai como General Que Pacifica El Oeste (安西將軍) y le ordenó asistir a Chen Tai resistiendo a la invasión de Shu. Días después, Sima Fu también envió apoyo a Chen Tai. Los refuerzos de Wei liderados por Deng Ai, Hu Fen (胡奮) y Wang Mi (王秘) llegaron en Shanggui para unirse a las fuerzas de Chen Tai. Divididos en tres grupos avanzaron hacia la Comandería de Longxi (隴西郡; cerca de Dingxi, Gansu). Anteriormente, Chen Tai había discrepado con otro oficial en como levantar el asedio en Didao. Deng Ai y los otros oficiales dijeron que la moral de Shu era alta luego de haber derrotado a Wang Jing, así que deberían retirarse primero y mantener una posición estratégica, mientras esperaban poder contraatacar. Chen Tai, por otra parte, argumentó que deberían lanzar un rápido asalto y decisivamente derrotar al ejército de Shu antes que pudieran tomar ventaja de su alta moral para conquistar más territorios de Wei y ganar fuerte apoyo de las tribus Di y Qiang.
Chen Tai lideró a sus tropas a través de la cresta Gaocheng (高城嶺; noroeste del Condado Weiyuan, Gansu), viajando a hurtadillas día y noche, y llegaron a las colinas al sureste de Didao. En las colinas, Chen Tai ordenó a sus hombres encender más fuego y golpear los tambores con fuerza para avisar a las tropas asediadas en Didao que refuerzos llegaron. Como esperaba, los defensores de Didao tuvieron un resurgimiento en su moral, y las fuerzas de Shu fueron tomadas por sorpresa. Jiang Wei ordenó a sus tropas retirarse. Chen Tai también instruyó a sus hombres esparcir falsas noticias de que estaban planeando cortar la ruta de retirada del ejército de Shu. Cuando Jiang Wei escuchó esto, se asustó, entonces para el noveno mes lunar. El asedio de Didao fue levatado.
Cuando Chen Tai se retiraba de regreso a la Comandería de Longxi , predijo que Jiang Wei intentaría usar el terreno montañoso a lo largo del camino para esperar en emboscada, así que tomó un desvío por el sur. Como esperaba, Jiang Wei había enviado tropas para esperar en emboscada por tres días. Sin embargo, el historiador Pei Songzhi dijo que no tenía sentido para Jiang Wei dejar una emboscada, siendo que él no sabía que los refuerzos de Wei llegarían mientras él asediando Didao.
group.
Después de que el asedio de Didao fue levantado, Wang Jing dijo, "Nuestras provisiones no habrían durado más de 10 días. Si los refuerzos no llegaban, la ciudad habría caído al enemigo y toda la provincia se habría perdido." Chen Tai colocó sus tropas y fortificó las defensas en el área antes de regresar a la guarnición en Shanggui. Jiang Wei se retiró de regreso a Zhongti (鐘堤; al sur del actualmente Condado de Lintao, Gansu).